# Union Station (Los Angeles)
 For alternative betydninger, se Union Station. (Se også artikler, som begynder med Union Station)
Los Angeles Union Station (tidligere kendt som Los Angeles Union Passenger Terminal) er en jernbanestation i Los Angeles i Californien. Stationen betjenes af Amtrak, Amtrak California og Metrolink. Amtraks intercitytog Coast Starlight, Pacific Surfliner, Southwest Chief, Sunset Limited og Texas Eagle benytter stationen.
Stationen åbnede i maj 1939, som en af adskillige stationer med samme navn i USA. Den blev opført som den sidste af de grandiøse stationer. I 1980 blev den optaget på National Register of Historic Places, som et kulturhistorisk bygningsværk. Siden februar 2011 har stationen været ejet af Los Angeles County Metropolitan Transportation Authority.

## Galleri
- Hovedindgangen
- Det oprindelige billetsalg
- Ventesalen
- Et togsæt ved perron

## Ekstern henvisning
- Wikimedia Commons har flere filer relateret til Union Station (Los Angeles)

34°03′18″N 118°14′06″V / 34.0551°N 118.235°V